# 国際インターネット保存コンソーシアム
国際インターネット保存コンソーシアム（こくさいインターネットほぞんコンソーシアム、International Internet Preservation Consortium; IIPC) とは、ウェブアーカイブを主としてインターネット情報を収集・保存・提供し、係る技術・運用課題の解決や取り組みの普及を図る、各国立図書館などの国際協同機関である。

## 概要
2003年にフランス国立図書館 (BnF)、アメリカ議会図書館 (LC)、インターネットアーカイブ (IA) など欧米言語圏の国立図書館11機関とアーカイブサービスの合計12機関が協同で設立した。当初は新規加盟を認めなかったが2007年以降は各国の図書館、公文書館、博物館など文化財保存機関や研究機関の新規加盟が認められ、加盟機関は2012年が46、2018年が56である。日本の国立国会図書館は2008年4月に加盟した。

## 組織
協定に定める組織は、加盟機関の全代表者による総会 (General Assembly) を年に1回開催する。加盟機関のうち数機関の代表者で構成される運営委員会 (Steering Committee) は運営方針などを決定し、運営委員会が委員互選で選出した議長（Chair：任期1年）は総会、運営委員会を総理する。運営委員会は少なくとも年に2回開催し、1,議長の選出、プログラム担当役員 (Program officer)、連絡担当役員 (Communications officer)、監査役 (Treasure) の任命。2,新規加盟申請の検討と承認。3,戦略的計画、年間計画の策定。などを討議・決定する。プログラム担当役員 (Program officer) は協同プロジェクト、連絡担当役員 (Communications officer) は加盟機関のコミュニケーション、監査役 (Treasure) は組織の財務、それぞれの管理責任を持ち任期は3年である。各加盟機関が参加する、収集 (Harvesting)、提供 (Access)、保存 (Preservation) 、3つのワーキンググループが協同プロジェクトを推進する。

## プロジェクトと成果
ウェブアーカイブ技術の開発
収集ロボットHeritrix、選択的ウェブアーカイブツールWeb Curator Tool、全文検索エンジンNutchWAX、提供用インターフェースWaybackなどを開発している。
規格の策定
ウェブアーカイブの保存フォーマットとして国際標準化機構 (ISO) へ提案したWeb ARChive (WARC) は、2009年5月に正式規格として制定された。
その他
ロスアラモス国立研究所らが開発を推進する、各機関のウェブアーカイブ間の相互運用性を高めるメメント・プロジェクト、に協力など、加盟機関や類縁機関の技術開発に協力している。

## 参加組織
2016年現在。

### 国立図書館
- netarchive.dk （デンマーク王立図書館、オーフス国立・大学図書館（英語版）） - 創設メンバー
- アイスランド国立・大学図書館（英語版） - 創設メンバー
- アメリカ議会図書館 - 創設メンバー
- イスラエル国立図書館
- エストニア国立図書館（英語版）
- オーストラリア国立図書館 - 創設メンバー
- オーストリア国立図書館
- オランダ国立図書館（英語版）
- 合衆国政府印刷局（アメリカ）
- カナダ図書館・文書館（英語版） - 創設メンバー
- 韓国国立中央図書館
- クロアチア国立・大学図書館（英語版）
- 国立国会図書館（日本）
- シンガポール国家図書館管理局（英語版）
- スイス国立図書館（英語版）
- スウェーデン国立図書館 - 創設メンバー
- スコットランド国立図書館（英語版）
- スペイン国立図書館
- スロベニア国立・大学図書館（英語版）
- セルビア国立図書館（英語版）
- 大英図書館 - 創設メンバー
- チェコ共和国国立図書館（英語版）
- 中国国家図書館
- チリ国立図書館（英語版）
- ドイツ国立図書館
- ニュージーランド国立図書館（英語版）
- ノルウェー国立図書館（英語版） - 創設メンバー
- フィンランド国立図書館（英語版） - 創設メンバー
- フランス国立視聴覚研究所 - 創設メンバー
- フランス国立図書館
- ポーランド国立図書館
- ラトビア国立図書館（英語版）

### 地域図書館
- カタルーニャ図書館（英語版）
- ケベック州立図書館・文書館（英語版）

### 非営利財団・図書館
- インターネットアーカイブ（アメリカ） - 創設メンバー
- インターネット・メモリー財団（英語版）（オランダ）
- カナダ国立映画制作庁（英語版）
- 新アレクサンドリア図書館（エジプト）
- ポルトガル・ウェブアーカイブ（英語版）

### 大学・研究所
- UCLA研究図書館（アメリカ）
- オールド・ドミニオン大学（英語版）コンピュータサイエンス学部（アメリカ）
- カリフォルニア電子図書館（英語版）（アメリカ）
- 北テキサス大学図書館（アメリカ）
- コロンビア大学図書館（アメリカ）
- スタンフォード大学図書館（アメリカ）
- ブラチスラヴァ大学図書館（英語版）（スロバキア）
- ハーバード図書館（アメリカ）
- ロスアラモス国立研究所図書館（アメリカ）

### 国立公文書館
- イギリス国立公文書館
- オランダ音響・映像研究所（英語版）

### プロバイダ
- Hanzo Archives Limited （イギリス）
- Organisation Information Archivierung (OIA) （ドイツ）